# Chelicerca heymonsi
Chelicerca heymonsi is een insectensoort uit de familie Anisembiidae, die tot de orde webspinners (Embioptera) behoort. De soort komt voor in Mexico (Oaxaca).
Chelicerca heymonsi is voor het eerst wetenschappelijk beschreven door Enderlein in 1912.